# Campionati francesi di sci alpino 1961
I Campionati francesi di sci alpino 1961 si disputarono a Morzine; furono assegnati i titoli di discesa libera, slalom gigante, slalom speciale e combinata, sia maschili sia femminili.

## Risultati
| Specialità      | Uomini           | Donne              |
| --------------- | ---------------- | ------------------ |
| Discesa libera  | Adrien Duvillard | Madeleine Bochatay |
| Slalom gigante  | Charles Bozon    | Arlette Grosso     |
| Slalom speciale | Charles Bozon    | Anne-Marie Leduc   |
| Combinata       | Adrien Duvillard | Arlette Grosso     |